# Siervos Misioneros de la Santísima Trinidad
Los Siervos Misioneros de la Santísima Trinidad (Misioneros Trinitarios) es una congregación religiosa masculina perteneciente a la Iglesia católica, fundada en 1929 por el P. Thomas Augustine Judge en el condado de Russell, Alabama. La sede actual de la congregación, su Curia General, está en la ciudad de Silver Spring, Maryland, la comunidad está compuesta por sacerdotes ordenados y por hermanos laicos, que también son miembros regulares de esa comunidad; actualmente tienen presencia en 37 misiones en Estados Unidos, México, Haití, Colombia, Honduras, Costa Rica y Puerto Rico. 
Sus miembros están dedicados al trabajo misionero especialmente con los pobres y abandonados en los Estados Unidos y América Latina, en su mayoría  con miembros de la comunidad migrante. Una de sus principales misiones es promover la vocación misionera dentro de los laicos. Son también conocidos por su ministerio parroquial y por promover los valores de la equidad, la ayuda por el prójimo y la justicia social. En la actualidad, el Superior General es el reverendo Jesús Ramírez Hermosillo S. T.

## Historia

### Orígenes
El reverendo P. Thomas Augustine Judge, fundador de los Siervos Misioneros de la Santísima Trinidad, fue ordenado sacerdote vicentino en Filadelfia en 1899. En ese momento, la Iglesia en los Estados Unidos se enfrentaba a la tarea de absorber a miles de inmigrantes de los países católicos del este y sur. Europa. El 11 de abril de 1909, en una reunión en Brooklyn, Nueva York, seis mujeres respondieron a su llamamiento de apóstoles laicos que compartirían la misión y el ministerio de la Iglesia propuestos por el P. Judge. 
En los años inmediatamente siguientes, la influencia del P. Judge inspiró a mujeres y hombres de muchas profesiones y talentos en la vida a convertirse en miembros de este grupo apostólico laico y aportase cada unos desde sus propios conocimientos, más tarde este proyecto sería conocido y aceptado dentro la Iglesia cátolica como el "Apostolado del Cenáculo Misionero".
Entre 1916 y 1918, mientras el apostolado laico del cenáculo continuaba floreciendo en el norte de Estados Unidos, varios laicos voluntarios entregaron sus vidas por completo al Cenáculo Misionero, que estaba tomando una forma diferente en una remota zona rural del sur del país. Surgieron entonces los inicios formales de una vida apostólica netamente religiosa. Se inició una forma de vida comunitaria tanto en Phenix City como en una plantación en lo que se convertiría en Holy Trinity, Alabama.

### Fundación
Su fundador, el reverendo P. Thomas A. Judge, C.M., miembro de la Congregación de la Misión más conocida como vicentinos, recibió en donación la hacienda de Holy Trinity donde comenzó su trabajado en la creación del apostolado del "Cenáculo de San José". Recibió con carta fechada el 22 de enero de 1921, autorización por parte del obispo para la creación de una comunidad masculina de sacerdotes y hermanos, en palabras del obispo con su misión en "enseñar en escuelas agrícolas y primarias y realizar obras de caridad en la diócesis de Mobile y otras diócesis también si lo permiten los ordinarios".
La congregación se estableció oficialmente el 29 de abril de 1929 en el condado de Russell, Alabama, entre las ciudades de Eufaula, Alabama, y la ciudad de Phenix, Alabama. Para el año de 1930 se ordena la primera generación de sacerdotes, quince en total.

## P. Thomas Augustine Judge
El reverendo P. Thomas A. Judge, C.M,. fundador de los Siervos Misioneros de la Santísima Trinidad, nació en Boston, Massachusetts en 1868 y fue ordenado sacerdote en 1899. Su trabajo como joven sacerdote lo convenció de la necesidad de llegar a los inmigrantes de culturas católicas para ayudarlos a preservar y propagar la fe católica. En los distintos lugares donde trabajó en el noreste de Estados Unidos, el reverendo Judge comenzó a reunir a grupos de laicos. Fue a partir de este grupo, que hoy se conoce como el Apostolado del Cenáculo Misionero, que los Siervos Misioneros de la Santísima Trinidad tienen sus orígenes. El reverendo también fundó una comunidad de mujeres, las Siervas Misioneras de la Santísima Trinidad.
Rodeado por un grupo de seguidores en su mayoría irlandeses-estadounidenses, el P. Judge partió hacia el sur profundo de los EE. UU. para ministrar a los fieles que habían sido abandonados espiritualmente.
En agosto de 1933 la salud del P. Judge empeoró gravemente. El 23 de noviembre de 1933 fallece en el Hospital de Providence, Washington D.C

## Gobernanza
Los Misioneros Trinitarios están dirigidos por un Custodio General, también conocido como Superior General.  Él es asistido por el Consejo General, que consta de un vicario general y tres consejeros generales. Cada cuatro años se elige un nuevo liderazgo. Los miembros se rigen de acuerdo a la Constitución de la congregación. La congregación cuenta con 134 miembros, que trabajan y viven en siete (7) regiones geográficas que no son provincias, como tradicionalmente se organizan otras órdenes católicas.

## Misión social
A través de los Estados Unidos, México y Puerto Rico, los sacerdotes Misioneros Trinitarios y los hermanos están trabajando en vecindades urbanas afligidas por la pobreza, en comunidades de inmigrantes, en reservas de indios nativo-americanos, y en pequeñas ciudades en áreas rurales del Sur. En Costa Rica y Colombia, sirven a comunidades de gente que vive en ciudades y en selvas tropicales. Los sacerdotes y los hermanos sirven como pastores, profesores, abogados, capellanes y consejeros.

## Estadísticas
A la fecha de 2011, los Siervos Misioneros de la Santísima Trinidad tienen 134 miembros.  Hay 88 sacerdotes, 1 diácono permanente, 2 diáconos transitorios, 12 hermanos estudiantes (hombres que estudian para hacerse sacerdotes), 25 hermanos, y 6 principiantes.  La mayoría de los miembros es de los Estados Unidos, y los miembros restantes son de Colombia, de Costa Rica, de la República Dominicana, El Salvador, Guatemala; de Haití, de Honduras, México, Nicaragua, de Puerto Rico, de Venezuela, de Filipinas, de India, de Camerún y de Nigeria. 
Los miembros ejercen en cuatro países de dos continentes, con el mayor número en los Estados Unidos. Sirven en la Arquidiócesis de Mobile, Alabama, la Diócesis de Tucson, Arizona, Arquidiócesis de Los Ángeles y la Diócesis de San Bernardino, California; Diócesis de Pensacola-Tallahassee, Florida, Diócesis de Savannah, Georgia, Diócesis de Boise, Idaho, Diócesis de Cleveland, Ohio; Arquidiócesis de Chicago, Illinois, Arquidiócesis de Baltimore, Maryland, Arquidiócesis de Washington, Washington D. C.; Diócesis de Biloxi y la Diócesis de Jackson, Misisipi; la Arquidiócesis de Newark y la Diócesis de Patterson, Nueva Jersey.
En Colombia, nuestras misiones se encuentran en la Arquidiócesis de Medellín y en la Diócesis de El Banco. En Costa Rica, nuestras parroquias se encuentran en la Arquidiócesis de San José y en la Diócesis de San Isidro de El General.
En México, las misiones de los Misioneros Trinitarios ejercen su ministerio en la Arquidiócesis de México, Diócesis de Texcoco, y la Arquidiócesis de Tulancingo. En Puerto Rico, nuestros miembros sirven en la Diócesis de Ponce y en la Diócesis de Fajardo-Humacao. La edad media es de 55,3 años.

## Hábito y vestido
El hábito del Misionero Trinitario consiste de una sotana negra de cierre en el hombro derecho, con tres botones, simbolizando la Santísima Trinidad, con un collar militar. La cintura tiene tres lengüetas que representan los votos de pobreza, castidad y obediencia. A veces se usa un hábito blanco en climas más cálidos.